# Sainte-Radegonde (Charente Marítim)
Sainte-Radegonde és un municipi francès situat al departament del Charente Marítim i a la regió de la Nova Aquitània. L'any 2007 tenia 433 habitants.

## Demografia

### Població
El 2007 la població de fet de Sainte-Radegonde era de 433 persones. Hi havia 187 famílies de les quals 53 eren unipersonals (4 homes vivint sols i 49 dones vivint soles), 65 parelles sense fills, 65 parelles amb fills i 4 famílies monoparentals amb fills.
La població ha evolucionat segons el següent gràfic:
Habitants censats

### Habitatges
El 2007 hi havia 206 habitatges, 185 eren l'habitatge principal de la família, 15 eren segones residències i 6 estaven desocupats. 204 eren cases i 2 eren apartaments. Dels 185 habitatges principals, 154 estaven ocupats pels seus propietaris, 26 estaven llogats i ocupats pels llogaters i 4 estaven cedits a títol gratuït; 4 tenien una cambra, 11 en tenien dues, 26 en tenien tres, 65 en tenien quatre i 78 en tenien cinc o més. 162 habitatges disposaven pel capbaix d'una plaça de pàrquing. A 86 habitatges hi havia un automòbil i a 82 n'hi havia dos o més.

### Piràmide de població
La piràmide de població per edats i sexe el 2009 era:
| Homes | Edats   | Dones |
| ----- | ------- | ----- |
| 0     | 95 o +  | 0     |
| 0     | 90 a 94 | 0     |
| 0     | 85 a 89 | 0     |
| 0     | 80 a 84 | 0     |
| 12    | 75 a 79 | 8     |
| 16    | 70 a 74 | 16    |
| 16    | 65 a 69 | 20    |
| 16    | 60 a 64 | 12    |
| 12    | 55 a 59 | 0     |
| 16    | 50 a 54 | 12    |
| 12    | 45 a 49 | 24    |
| 12    | 40 a 44 | 4     |
| 20    | 35 a 39 | 16    |
| 4     | 30 a 34 | 4     |
| 4     | 25 a 29 | 12    |
| 16    | 20 a 24 | 4     |
| 8     | 15 a 19 | 16    |
| 8     | 10 a 14 | 16    |
| 16    | 5 a 9   | 4     |
| 4     | 0 a 4   | 0     |

## Economia
El 2007 la població en edat de treballar era de 298 persones, 196 eren actives i 102 eren inactives. De les 196 persones actives 173 estaven ocupades (97 homes i 76 dones) i 22 estaven aturades (10 homes i 12 dones). De les 102 persones inactives 35 estaven jubilades, 26 estaven estudiant i 41 estaven classificades com a «altres inactius».

### Ingressos
El 2009 a Sainte-Radegonde hi havia 220 unitats fiscals que integraven 564 persones, la mediana anual d'ingressos fiscals per persona era de 16.023 €.

### Activitats econòmiques
Dels 15 establiments que hi havia el 2007, 1 era d'una empresa alimentària, 3 d'empreses de construcció, 6 d'empreses de comerç i reparació d'automòbils, 1 d'una empresa immobiliària, 1 d'una empresa de serveis, 1 d'una entitat de l'administració pública i 2 d'empreses classificades com a «altres activitats de serveis».
Dels 5 establiments de servei als particulars que hi havia el 2009, 1 era una autoescola, 2 paletes, 1 fusteria i 1 lampisteria.
L'únic establiment comercial que hi havia el 2009 era una botiga de mobles.
L'any 2000 a Sainte-Radegonde hi havia 13 explotacions agrícoles.

## Poblacions més properes
El següent diagrama mostra les poblacions més properes.